# Steve Allen
Pour les articles homonymes, voir Allen.
Steve Allen est un acteur, compositeur et scénariste américain né le 26 décembre 1921 à New York, dans l'État de New York (États-Unis), mort le 30 octobre 2000 à Encino (Californie).

## Biographie
Acteur, il fit aussi une carrière télévisuelle et fut un participant régulier de l'émission « what s my line ».
De 1954 jusqu'à sa mort en 2000, il est marié à l'actrice Jayne Meadows (1919 - 2015).

## Filmographie

### Comme acteur
- 1950 : The Steve Allen Show (en) (série télévisée) : Regular
- 1950 : I'll Get By de Richard Sale : Peter Pepper
- 1953 : Talent Patrol (en) (série télévisée) : Emcee (1953)
- 1955 : The Benny Goodman Story de Valentine Davies : Benny Goodman
- 1950 : Parade du rythme (I'll Get By) de Richard Sale : Peter Pepper
- 1959 : Le Cirque fantastique (The Big Circus) de Joseph M. Newman : Cameo
- 1960 : College Confidential (en) d'Albert Zugsmith : Steve Macinter
- 1962 : Something's Got to Give de George Cukor (inachevé) : Psychiatre
- 1966 : Don't Worry, We'll Think of a Title d'Harmon Jones : Cameo
- 1967 : The Steve Allen Comedy Hour (série télévisée) : Host
- 1967 : La Nuit des assassins (Warning Shot) : Perry Knowland
- 1968 : Where Were You When the Lights Went Out ? de Hy Averback : Radio Announcer
- 1968 : Now You See It, Now You Don't (TV) : Herschel Lucas
- 1976 : Le Riche et le Pauvre ("Rich Man, Poor Man") (feuilleton TV) : Bayard Nichols
- 1977 : Meeting of Minds (en) (série télévisée) : Host - Moderator
- 1979 : The Gossip Columnist (TV)
- 1980 : The Steve Allen Comedy Hour (série télévisée) : Host
- 1985 : Alice au pays des merveilles (Alice in Wonderland) (TV) d'Harry Harris (en) : Gentleman in the Paper Suit
- 1989 : Great Balls of Fire! de Jim McBride
- 1994 : The St. Tammany Miracle (en) de Joy N. Houck, Jr. (en) : Julia's Grandfather
- 1995 : Casino de Martin Scorsese : lui-même (caméo)

### comme Compositeur
- 1953 : Tonight! (série télévisée)
- 1956 : Sunday Spectacular: The Bachelor (TV)
- 1967 : A Man Called Dagger (en)

## Nouvelles
- (en) The Late Mr. Adams, 1955
- Haine publique, 1975 ((en) The Public Hating, 1955)
- (en) The Secret, 1956